# جيفلة
جَيْفَلَة أو ستروفَنْتُوس أو مُرَّيْرَة أو ذو الزهور المتشابكة (الاسم العلمي: Strophanthus)، جنس نباتات من فصيلة الدفلية. وصف أول مرة على أنه جنس في عام 1802. موطنه الأصلي في إفريقيا الاستوائية، ويمتد إلى جنوب إفريقيا، مع وجود عدد قليل من الأنواع في آسيا من جنوب الهند إلى غينيا الجديدة وجنوب الصين.